# Landschaftsschutzgebiet Scherenbruch

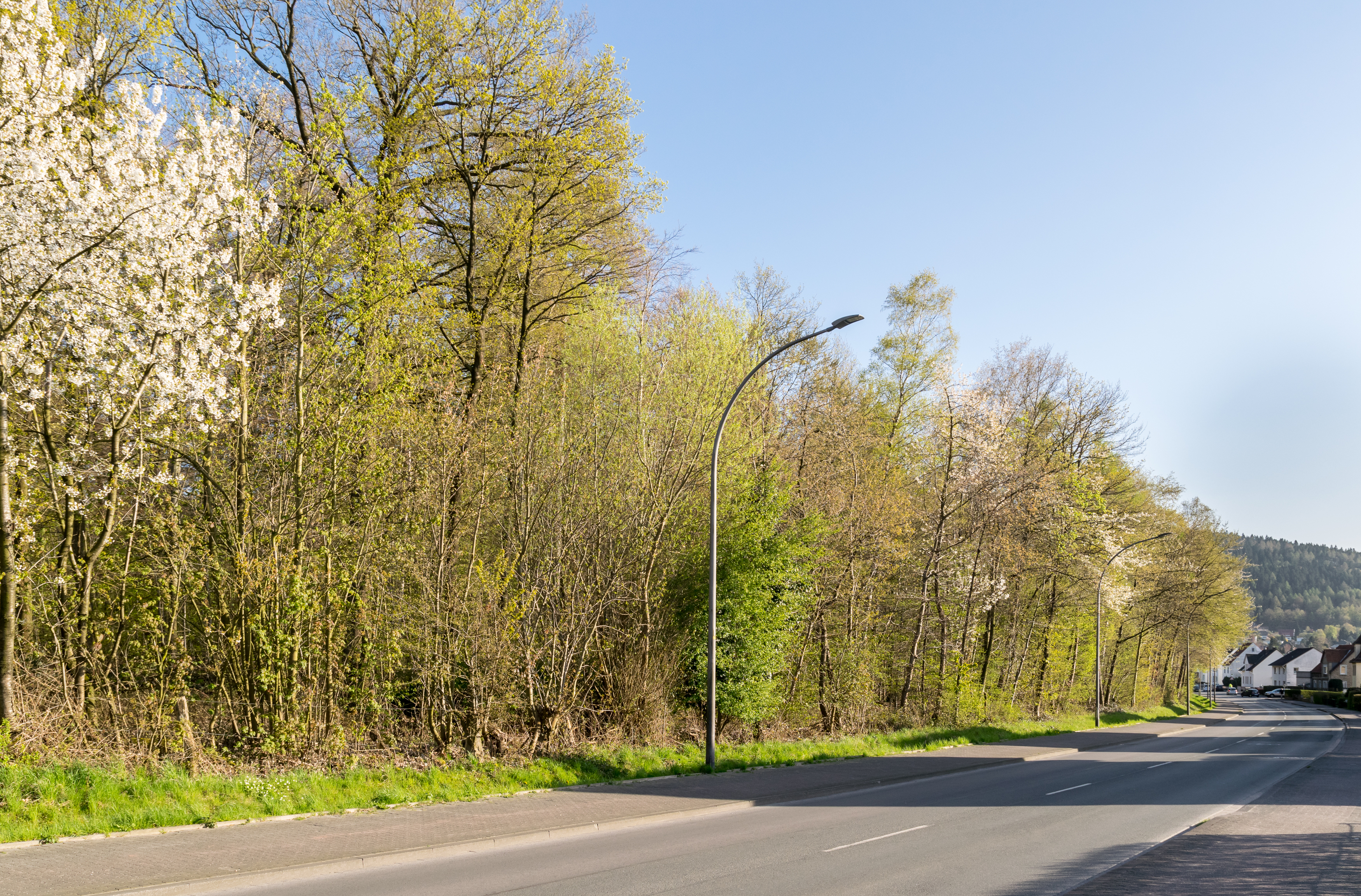
Landschaftsschutzgebiet Scherenbruch

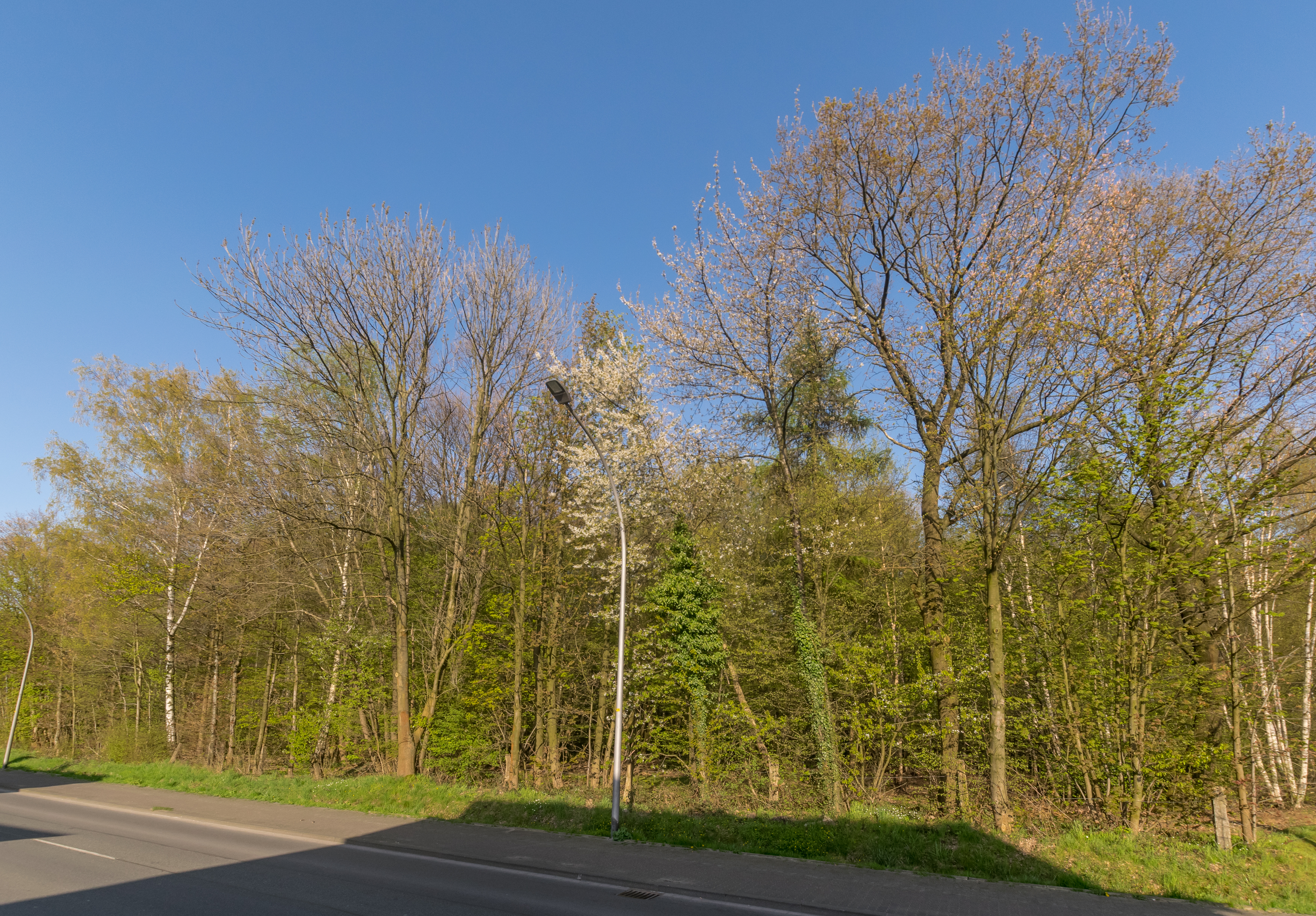
Blick auf Waldbereich

Das Landschaftsschutzgebiet Scherenbruch mit etwa 7 ha Flächengröße liegt am östlich von Hiddesen im Stadtgebiet von Detmold. Es wurde 2006 mit dem Landschaftsplan Detmold durch den Kreistag des Kreises Lippe als Landschaftsschutzgebiet (LSG) ausgewiesen. Das LSG grenzt Großteils an die Bebauung. Das Landschaftsschutzgebiet Biotopkomplex am Hiddeser Berg liegt nur etwa 130 m nordöstlich.

## Beschreibung
Das LSG umfasst einen vielfältig strukturierten Waldbereich auf staunassem Geschiebelehm. In der Mitte des Landschaftsschutzgebietes Scherenbruch stockt ein älterer Buchenbestand. Im Buchenbereich stehen auch Hainbuchen. In der Strauchschicht kommt häufig die Stechpalme vor. Im Nordwesten der Fläche stockt ein 
Birkenwald mit Traubenkirschen und Vogelbeeren. Im Wald gibt es kleinere Feucht- und Nassbereiche. Am Ostrand des LSG wachsen Schlehengebüsche.
Zum Wert des Schutzgebietes führt der Landschaftsplan aus: „Der gesamte Bereich hat vor allem als naturnaher Rückzugsraum im Randbereich der bebauten Bereiche von Hiddesen eine hohe Bedeutung.“

## Schutzzwecke für das LSG
Laut Landschaftsplan erfolgte die Ausweisung des LSG
- „zur Erhaltung und Wiederherstellung der Leistungsfähigkeit des Naturhaushaltes in ökologisch besonders wertvoll strukturierten Bereichen mit Wasser-, Klima- und Biotopschutzfunktionen,“
- „zur Erhaltung und Wiederherstellung von Quellbereichen und naturnahen Fließgewässern, Wald- und Grünlandbereichen unterschiedlicher Feuchtestufen, Feldgehölzen, Hecken und Obstwiesen,“
- „zur Erhaltung morphologisch ausgeprägter Bereiche zur Sicherung der landschaftlichen Eigenart und Vielfalt für die Erholung,“
- „zur Erhaltung wertvoller Biotopkomplexe aus Wald-Grünlandbereichen, Fließgewässern und Quellen sowie Biotopen nach § 62 LG mit wichtigen Refugial-, Puffer-, Trittstein- und Vernetzungsfunktionen,“
- „zur Erhaltung und Wiederherstellung wichtiger Rückzugsräume für die bedrohte Tier- und Pflanzenwelt,“
- „zur Sicherung der das Orts- und Landschaftsbild gliedernden und belebenden und die dörflichen Siedlungsstrukturen prägenden Freiraumelemente.“[1]

## Rechtliche Vorschriften
Im Landschaftsschutzgebiet ist unter anderem das Errichten von Bauten und Fischteichen verboten. Grün- und Brachland darf nicht in eine andere Nutzungsart umgewandelt oder umgebrochen werden.